# Liste der denkmalgeschützten Objekte in Salzburg-Leopoldskron
Die Liste der denkmalgeschützten Objekte in Salzburg-Leopoldskron enthält die denkmalgeschützten, unbeweglichen Objekte der Salzburger Katastralgemeinde Leopoldskron.

## Denkmäler
| Foto |                 | Denkmal                                                                     | Standort                                                                                 | Beschreibung | Metadaten |
| ---- | --------------- | --------------------------------------------------------------------------- | ---------------------------------------------------------------------------------------- | --- | --- |
| ja   | Datei hochladen | ehem. Seegasthof HERIS-ID: 36745 Objekt-ID: 35726                           | Firmianstraße 1 Standort KG: Leopoldskron                                                | Der zweigeschoßige kubische Bau mit biedermeierlichen Fassaden stammt aus der Mitte des 19. Jahrhunderts. | BDA-Hist.: Q37971932 Status: Bescheid Stand der BDA-Liste: 2025-06-30 Name: ehem. Seegasthof GstNr.: 71/3 |
| ja   | Datei hochladen | Ehem. Meierhof Schloss Leopoldskron HERIS-ID: 258896seit 2024               | Leopoldskronstraße 56 Standort KG: Leopoldskron                                          | Der Meierhof von Schloss Leopoldskron ist ein Vierflügelbau um einen rechteckigen Hof. | BDA-Hist.: Q126122376 Status: Bescheid Stand der BDA-Liste: 2025-06-30 Name: Ehem. Meierhof Schloss Leopoldskron GstNr.: 99/2 Schloss Leopoldskron - Meierhof                                                         |
| ja   | Datei hochladen | Schloss Leopoldskron (mit Kapelle) HERIS-ID: 36746 Objekt-ID: 35727         | Leopoldskronstraße 58 (Schloss Leopoldskron) Standort KG: Leopoldskron                   | Das Rokokoschloss wurde 1736–1740 von Bernard Stuart für Fürsterzbischof Firmian erbaut, Ende des 18. Jahrhunderts erfolgte ein Ausbau des dritten Stocks. Es weist einen Mittelrisaliten, einen über zwei Stockwerke reichenden Festsaal sowie eine Kapelle mit wertvollen Stukkaturen und Gemälden (etwa von Paul Troger) auf. Es ist von einem weitläufigen Park umgeben. | BDA-Hist.: Q14523328 Status: Bescheid Stand der BDA-Liste: 2025-06-30 Name: Schloss Leopoldskron (mit Kapelle) GstNr.: 89/2, 99/1, 71/3, 99/2, 103, 1427, 85/1, 85/3, 86, 87, 80, 79/1, 79/2, 81 Schloss Leopoldskron |
| ja   | Datei hochladen | Figurenbildstock, hl. Johannes Nepomuk HERIS-ID: 75859 Objekt-ID: 89366     | Leopoldskronstraße, Kreuzung Peter-Kreuder-Weg und Kobergerweg Standort KG: Leopoldskron | Die Statue des heiligen Johannes Nepomuk im Schlosspark, an der südöstlichen Seite des Weihers stammt aus dem Jahr 1736 von Josef Anton Pfaffinger. | BDA-Hist.: Q38140971 Status: § 2a Stand der BDA-Liste: 2025-06-30 Name: Figurenbildstock, hl. Johannes Nepomuk GstNr.: 81 Figurenbildstock hl. Johannes Nepomuk, Leopoldskron (Salzburg)                              |
| ja   | Datei hochladen | Kath. Pfarrkirche Maria Hilf/zur Hl. Maria HERIS-ID: 36747 Objekt-ID: 35728 | Moosstraße 73A Standort KG: Leopoldskron                                                 | Die frühhistoristische Kirche mit vorgestelltem Westturm wurde von 1853 bis 1858 erbaut. Langhaus und Altarraum sind tonnengewölbt. Auch der Hauptaltar und die Kanzel stammen aus der Zeit um 1858. | BDA-Hist.: Q37971947 Status: Bescheid Stand der BDA-Liste: 2025-06-30 Name: Kath. Pfarrkirche Maria Hilf/zur Hl. Maria GstNr.: 586/1 Pfarrkirche Leopoldskron-Moos                                                    |